# Ренн-1 (кантон)
Ренн-1 (фр. Rennes-1) — кантон во Франции, находится в регионе Бретань, департамент Иль и Вилен. Входит в состав округа Ренн.

## Состав кантона
В состав кантона входят северные кварталы города Ренн.

## Политика
С 2015 года кантон в Совете департамента Иль и Вилен представляют член совета города Ренн Эмманюэль Руссе (Emmanuelle Rousset) и первый вице-мэр Марк Эрве (Marc Hervé) (оба — Социалистическая партия).
|                | Кандидаты                              | Партия                   | Первый тур | Первый тур     | Второй тур | Второй тур |
| Кол-во голосов | Кандидаты                              | Партия                   | % голосов  | Кол-во голосов | % голосов  |            |
| -------------- | -------------------------------------- | ------------------------ | ---------- | -------------- | ---------- | ---------- |
|                | Эмманюэль Руссе Марк Эрве              | Социалистическая партия  | 2 249      | 28,24          | 4 640      | 58,28      |
|                | Амели Даллюэн Шарль Компаньон          | Правый блок              | 2 263      | 28,42          | 3 321      | 41,72      |
|                | Себастьен Бранеллек Од Ле Ген          | Европа Экология Зелёные  | 2 152      | 27,02          |            |            |
|                | Тиффани Куанар Седрик Пэнтюрье         | Непокорённая Франция     | 681        | 8,55           |            |            |
|                | Жан-Кристоф Бофрер Шарлотта де Божерон | Национальное объединение | 618        | 7,76           |            |            |

|                | Кандидаты                        | Партия                  | Первый тур | Первый тур     | Второй тур | Второй тур |
| Кол-во голосов | Кандидаты                        | Партия                  | % голосов  | Кол-во голосов | % голосов  |            |
| -------------- | -------------------------------- | ----------------------- | ---------- | -------------- | ---------- | ---------- |
|                | Эмманюэль Руссе Марк Эрве        | Социалистическая партия | 3 812      | 36,18          | 5 657      | 55,74      |
|                | Амели Даллюэн Флиипп Ле Буэк     | Правый блок             | 3 355      | 31,85          | 4 492      | 44,26      |
|                | Ксавье Барон Мартин Фубер-Брюлон | Европа Экология Зелёные | 1 345      | 12,77          |            |            |
|                | Лоик де Флёрель Марина Мартен    | Национальный фронт      | 1 115      | 10,58          |            |            |
|                | Тиффани Куанар Седрик Пэнтюрье   | Левый фронт             | 755        | 7,17           |            |            |
|                | Фабьен Рамель Шерин Сюлтан       | Прочие                  | 153        | 1,45           |            |            |